# Genitiv
Der Genitiv [ˈɡeːnitiːf] (auch [ˈɡɛnitiːf]), seltener Genetiv, veraltet Genitivus, Genetivus, von lateinisch [casus] genitivus/genetivus ‚die Abstammung bezeichnend[er Fall]‘, auch Wes-Fall oder Wessen-Fall, veraltet Zeugefall, ist ein Kasus. Viele Grammatiken des Deutschen folgen einer traditionellen Anordnung der Fälle, in der dann der Genitiv als 2. Fall bezeichnet wird.
Die typischste Funktion des Genitivs ist die Markierung von Attributen, also von Substantiven bzw. Substantivgruppen, die von einem anderen Substantiv abhängen. Beispiele im Standarddeutschen sind: „das Haus des Nachbarn“, „der Klang einer fernen Glocke“. Daneben tritt der Genitiv auch bei Ergänzungen von Präpositionen, Adjektiven und Verben auf sowie in bestimmten adverbiellen Funktionen.

## Der Genitiv im Deutschen

### Genitiv zur Markierung von Attributen
Der Genitiv steht in den meisten Konstruktionen in Verbindung zu einem anderen Substantiv (oder Nomen), von dem er abhängt. Dies kann als ein Fall von Rektion beschrieben werden: In dem Beispiel „das Haus des Nachbarn“ regiert dann das Substantiv „Haus“ sein Genitiv-Attribut „des Nachbarn“, die Zuweisung der Genitivform hängt also von dem ersten Substantiv ab.
Dieser attributive Genitiv wird im heutigen Deutsch üblicherweise nachgestellt:
- die Segel des Schiffes
- der Bauch des Architekten

In bestimmten Fällen wird er jedoch vorangestellt, vor allem bei Eigennamen und gleichwertigen Ausdrücken. Dann entfällt beim Bezugssubstantiv der Artikel, und Adjektive nach solchen vorangestellten Genitiv-Attributen werden stark dekliniert.
- Marias Freundin (nicht: die Freundin Marias)
- Annas lustiger Hund
- Vaters neues Auto

Im älteren Deutsch war der vorangestellte Genitiv stärker verbreitet, Reste davon finden sich in der Gegenwartssprache noch in festen Wendungen, Sprichwörtern und dergleichen; andere Fälle sind selten (siehe jedoch den letzten Beleg in der folgenden Liste).
- Ich bin bei euch alle Tage bis an der Welt Ende. (Luther und Zürcher Bibel; Einheitsübersetzung hingegen: „… bis zum Ende der Welt.“)
- Viele Hunde sind des Hasen Tod.
- Der Mensch ist des Menschen Wolf.
- Das ist des Rätsels Lösung.
- Des Knaben Wunderhorn
- Des Kaisers neue Kleider
- meines Vaters Haus
- meiner Tochter Kleid
- „Des Weltmeisters Gedächtnis lässt bereits nach“ (Überschrift in der Neuen Zürcher Zeitung vom 23. Juli 2018, S. 35)

### Genitiv als Objekt-Kasus bei Verben
Einige Verben regieren ein Objekt im Genitiv oder können dies zumindest in gehobenem oder altertümlichem Stil. Beispiele sind: bedürfen, entbehren (oft auch mit Akkusativ), ermangeln, gedenken, harren, pflegen (nur noch altertümlich: der Ruhe pflegen), spotten, sich annehmen, sich bedienen, sich besinnen, sich erfreuen (älter auch: sich freuen), sich erinnern, sich rühmen, sich schämen. Früher standen auch die Objekte der Verben vergessen (noch im Pflanzennamen Vergissmeinnicht erhalten), schonen, warnen, warten und steuern im Genitiv, was noch in älteren Texten zu finden ist.
Satzbeispiele: „Sie gedenken der Freunde.“ „Sie erinnert sich ihres letzten Urlaubs.“ „Er spottete der Anwesenden.“ „Freut euch des Lebens.“ „Er erfreut sich bester Gesundheit.“ „Ich bediene mich des Genitivs.“
Bei einigen dieser Verben ist es auch möglich, eine Präposition anstatt der Genitivkonstruktion zu verwenden: „Sie erinnert sich an ihren letzten Urlaub.“ – „Sie erfreuen sich an den Blumen.“
Bei zahlreichen Verben der Rechts- und Gerichtssprache steht die Person im Akkusativ und die Sache im Genitiv (vgl. den genetivus criminis in der lateinischen Sprache). Beispiele sind: jemanden einer Sache verdächtigen, anklagen, beschuldigen, bezichtigen, zeihen, überführen; aber auch jemanden einer Sache berauben, entheben, entsetzen, verweisen.

### Genitiv und substantivierte Verben
„Substantivierte Verben“ sind Substantive, die aus Verben abgeleitet sind; hier ist der Genitiv aus unabhängigen Gründen zu erwarten, da die Rektion des zugrundeliegenden Verbs nicht mehr aktiv ist. Akkusativobjekte des zugrundeliegenden Verbs entsprechen nach der Ableitung dann einem Genitiv der Substantivierung. Beispiel: „die Lebensmittel zu verteilen“ → „die Verteilung der Lebensmittel“
In manchen Fällen kann ein Genitiv bei einer Substantivierung jedoch auch dem Subjekt des Verbs entsprechen: „der Zug hält“ → „der Halt des Zuges“. Die Bezeichnungen genitivus subiectivus bzw. genitivus obiectivus für Genitiv-Attribute unterscheiden nicht, ob es sich um grammatische Entsprechungen zu zugrundeliegenden Subjekten und Objekten des Verbs (bei substantivierten Verben) handelt, oder um gleichartige Bedeutungsbeziehungen im Zusammenhang mit einfachen, unabgeleiteten Substantiven.

### Genitiv bei Adjektiven
Auch eine Reihe von Adjektiven kann den Genitiv regieren, etwa bar, begierig, bewusst, eingedenk, fähig, frei, froh, fündig, gedenk, gewahr, gewärtig, gewiss, gewohnt, habhaft, kundig, ledig, mächtig, müde, satt, schuldig, sicher, teilhaft, teilhaftig, überdrüssig, unbenommen, unbeschadet, ungeachtet, ungedenk, unkund, unkundig, unteilhaft, unweit, unwert, unwürdig, verdächtig, verlustig, voll, voller, weitab, wert, würdig. In manchen Fällen kommt das Genitivobjekt allerdings nur noch in stehenden Wendungen vor.
Satzbeispiele: „Er ist bar jeglichen Verstandes.“ „Ich bin mir dessen bewusst.“ „Sie ist des Lebens froh, müde, überdrüssig.“ „Sie ist sich der Sache gewiss.“ „Er ist des Verbrechens schuldig.“ „Sie sind dessen nicht würdig.“ Siehe auch Rudolf Hermanns Angewandte Grammatik.

### Genitiv bei Präpositionen

#### Standard
Auch mit vielen deutschen Präpositionen findet sich der Genitiv. Manche von ihnen repräsentieren einen „geschraubten“ Kanzleistil. Im Laufe der Sprachgeschichte hat sich die Zahl der Präpositionen, die den Genitiv verlangen, stark erhöht, sei es infolge der Entwicklung vom Substantiv zur Präposition (etwa „Trotz“ zu „trotz“), infolge von Univerbierung (etwa „mit Hilfe“ zu „mithilfe“) oder aber infolge des Wechsels der Rektion (etwa im Fall von „längs“).
Präpositionen, die mit Genitiv konstruiert werden können, sind:
abseits, abzüglich, anfangs, angesichts, anhand, anlässlich, anstatt, anstelle, aufgrund, ausgangs, ausschließlich, außerhalb, auswärts, ausweislich, behufs, beiderseitig, beiderseits, beidseits, bergseits, betreffs, bezüglich, binnen, dank, diesseits, eingangs, einschließlich, einwärts, ende, exklusive, im Falle, fernab, gelegentlich, halber, hinsichtlich, hinsichts, infolge, inklusive, inmitten, innerhalb, innert, inwärts, jenseits, kraft, längs, längsseits, laut, linkerhand, linkerseits, links, linksseitig, mangels, mithilfe, mittels, namens, nördlich, nordöstlich, nordwestlich, ob (veraltet, etwa in: ob des erlittenen Verlustes), oberhalb, östlich, im Rahmen, rechterhand, rechts, rechtsseitig, seitab, seitwärts, seitens, seitlich, statt, an … statt, südlich, südöstlich, südwestlich, trotz, um … willen, unterhalb, aus Ursachen, vermittels, vermöge, vonseiten, vorbehaltlich, während, wegen, westlich, zeit, zufolge, zugunsten, zulasten, zuseiten, zuungunsten, zuzüglich, zwecks.
Die Genitivrektion der Präpositionen aus obiger Liste ist teilweise schwankend, in etlichen Fällen ist auch Dativ eine Variante, die je nach Stilniveau oder Dialekt eintreten kann. Zudem gibt es eine Gruppe von Präpositionen, die den Dativ oder Akkusativ fordern, wenn sie nachgestellt stehen (also präziser gesagt als Postpositionen auftreten), und nur bei Voranstellung den Genitiv regieren können: den Fluss entlang – entlang des Flusses. Ein anderes Muster zeigt jedoch wegen (wegen dem Unfall / des Unfalls – des Unfalls wegen); oder in älterem Deutsch nachgestelltes ohne, das den Genitiv regierte und noch in dem Wort zweifelsohne erhalten ist.
Es gibt Übergänge zwischen Präpositionen und Konjunktionen. Beispielsweise kann anstatt auch als Konjunktion verwendet werden und regiert dann keinen Kasus, sondern der darauf folgende Kasus hängt vom Verb ab: Er betrat den Garten anstatt den Hof. (Siehe auch im Artikel Konjunktion (Wortart) #Abgrenzung von Präpositionen).

#### Umgangssprachliche und standardsprachliche Ersetzungen sowie gegenläufige Entwicklungen
Bei gängigen Präpositionen wie während, trotz und wegen wird der Genitiv in der Umgangssprache sowie zum Teil in der Standardsprache auch durch den Dativ ersetzt.
In der Standardsprache wird der Genitiv bei Präpositionen immer durch den Dativ ersetzt, wenn ein Substantiv im Plural weder durch einen Artikel noch ein Adjektiv mit Fallendungen begleitet wird und somit am Substantiv allein nicht zu erkennen ist, dass es im Genitiv steht, weil die Form des Genitivs Plural mit der Form des Nominativs Plural übereinstimmt. So heißt es zwar wegen Hagels mit in den Genitiv gesetztem Substantiv, pluralisch dagegen wegen Hagelschauern – hier muss der Dativ stehen, da der Genitiv im Plural („Hagelschauer“) allein am Substantiv nicht erkannt werden kann.
Doch auch die umgekehrte Entwicklung ist zu beobachten, die als Hyperkorrektur bezeichnet werden kann. Im Bemühen um einen besonders gehoben und offiziell erscheinenden Sprachstil in Rundfunk und Presse werden gelegentlich Präpositionen, die in der Standardsprache den Dativ (entsprechend, entgegen, gegenüber, gemäß, nahe) oder den Akkusativ (betreffend, wider) verlangen, auch mit dem Genitiv verbunden. Auch entwachsen in der Kanzleisprache aus Hauptwörtern neu gebildete Präpositionen, etwa behufs, kraft, seitens.

### Besonderheiten der Formenbildung und Schreibung

#### Wortstämme auf-s
- Wenn ein Eigenname auf einen S-Laut endet und kein Artikel, Possessivpronomen oder dergleichen davor steht, wird zur schriftlichen Kennzeichnung des Genitivs gemäß § 96 der Regeln zur Deutschen Rechtschreibung der Apostroph verwendet. Endungen können folgende sein: s (Klaus’), ss (Grass’), ß (Weiß’), tz (Katz’), z (Merz’), x (Marx’) und ce (Bruce’).
  - Die genannten Buchstaben bilden nur dann den Genitiv durch Apostrophierung, wenn ihnen auch tatsächlich der Laut [s] entspricht oder er stumm bleibt; wenn nicht, wird in der geschriebenen ebenso wie in der gesprochenen Sprache ganz normal ein s angehängt, so etwa Miloševićs, nicht *Milošević’ (ebenso wie Millowitschs, nicht *Millowitsch’) oder Benešs, nicht *Beneš’ (ebenso wie Bauschs, nicht *Bausch’).
    - Eine Ausnahme hiervon stellen lediglich Wörter dar, die auf eines der Grapheme enden, das stumm bleibt. Es wird Jacques’ (und nicht *Jacquess) oder Giraudoux’ (und nicht *Giraudouxs) geschrieben, obwohl in der gesprochenen Sprache durchaus ein [s] angehängt wird ([ˈʒak+s]).

  - Da der Genitiv im Deutschen markierungspflichtig ist, kann der Apostroph bei nachgestellten Genitiven nicht verwendet werden. So ist in dem Syntagma Klaus’ Hund an Wortstellung und Intonation zu erkennen, dass Klaus hier im Genitiv steht; in dem Syntagma der Hund Klaus ist jedoch Klaus nur als der Name des Hundes interpretierbar, und dies kann auch nicht dadurch geändert werden, dass Klaus ein Apostroph hinzufügt wird: *der Hund Klaus’ wäre beim Lesen zwar verständlich, aber ein nicht auszusprechender Text.
  - Sollen stilistisch schwierige Genitive von Eigennamen, die auf einen S-Laut enden, wie Klaus’ Freund Thomas oder Marx’ „Kapital“ vermieden werden, so kann auf die veraltende Genitivbildung mit -ens zurückgegriffen werden: Klausens Freund Thomas, Marxens „Kapital“.[5] Ferner ist in diesem Fall auch die Umschreibung mit von möglich (analytische Formbildung: Thomas, der Freund von Klaus, „Das Kapital“ von Marx).

#### Schreibung mit Apostroph
Die Abtrennung des s durch Apostroph beim Genitiv ist im Deutschen nicht mehr üblich. Sie war bis ins 19. Jahrhundert auch in der geschriebenen und gedruckten deutschen Hochsprache noch verbreitet, von der Preußischen Akademie der Wissenschaften wurden die Werke Kants sogar im 20. Jahrhundert noch unter dem Titel „Kant’s Gesammelte Schriften“ herausgegeben. Mit der Reform der deutschen Rechtschreibung von 1901 galt dies als Fehler. Nach reformierter Rechtschreibung (§ 97E der amtlichen Regelung) ist es seit 1996 erlaubt, bei Personennamen vor deren Genitivendung -s einen Apostroph einzufügen, um damit die Grundform zu verdeutlichen: Carlo’s Taverne.

#### Varianten des Genitiv-s
- Bei männlichen und sächlichen Substantiven kann in vielen Fällen (ähnlich wie im Dativ Singular) ein „flüchtiges e“ auftreten. So sind zwei Genitivvarianten möglich. Beispiel: „des Baums“ oder „des Baumes“. Manchmal ist diese Erweiterung obligatorisch: Bspw. „des Schlusses“.
- In dichterischer Sprache und fest gefügten Wendungen werden von Pronomen noch die älteren, kürzeren Genitivformen verwendet, die seit dem 16. Jahrhundert seltener wurden:[7] Wes Brot ich ess, des Lied ich sing.

#### Andere Arten der Genitivmarkierung
Der Possessivgenitiv kann im Deutschen durch präpositionale Fügungen mit von ersetzt werden (also: die Werke von Goethe). Dies geschieht vor allem in der Umgangssprache. Außerdem wird durch die Konstruktion mit von regelmäßig die Unbestimmtheit von Pluralausdrücken wiedergegeben, wenn der Genitiv nicht durch ein Adjektiv- oder Zahlattribut markiert werden kann: das Geschrei von Gänsen (das Geschrei der Gänse beinhaltet nicht die Unbestimmtheit) oder eine Mutter von vier Kindern. Einige Zahlwörter haben zwar eigene Genitivformen (zweier, dreier, hunderter, tausender, zehntausender), die jedoch (vor allem in der Umgangssprache) oft vermieden werden (eine Mutter von drei Kindern anstatt eine Mutter dreier Kinder).
Stehen mehrere Attribute nebeneinander, werden die Genitiv- und die von-Konstruktionen zur stilistischen Variation benutzt (am Tag von Marias Hochzeit anstatt am Tag der Hochzeit Marias).
Ein anderer Fall ist, dass in festen Wendungen mit Namen der Genitiv durch ein mit dem Suffix -sch (aus -isch) gebildetes Adjektiv ersetzt werden kann: statt Verners Gesetz heißt es vernersches Gesetz oder Verner’sches Gesetz.

### Vorkommen und Ersatz des Genitivs in den deutschen Dialekten
In den meisten deutschen Dialekten findet sich der Genitiv höchstens noch bei Personennamen und Verwandtschaftsbezeichnungen sowie in festen Wendungen. Eine Ausnahme stellen einige Mundarten des Walliser- und Walserdeutschen dar, die zumindest noch bis in die jüngere Vergangenheit über einen vollumfänglich funktionsfähigen Genitiv verfügten.
Dialektal und umgangssprachlich weit verbreitet sind stattdessen Konstruktionen mit dem Dativ, beispielsweise dem Nachbarn sein Haus, sowie die präpositionale Umschreibung, insbesondere mit „von“, beispielsweise das Haus vom Nachbarn. Weitere Beispiele sind etwa kärntnerisch Peta sei Våta „Peter sein Vater“ oder da Våta vom Peta „der Vater vom Peter“; unser’ Oma ihr klein’ Häuschen; dem Vater sein Auto und dem Ernst Kuzorra seine Frau ihr Stadion (Johannes Rau). Solche Umschreibungen werden jedoch in der Standardsprache vermieden, da sie von der präskriptiven Grammatik als inkorrekt dargestellt werden. Beide Umschreibungstypen sind in vielen germanischen Sprachen verbreitet; siehe im Folgenden.

## Der Genitiv im Sprachvergleich

### Englisch
Die englische Grammatik kennt besonders bei Personen und anderen Lebewesen einen Genitiv auf s, geschrieben ’s, z. B. Janie’s restaurant ‚Janies Restaurant‘, the dog’s leg ‚das Bein des Hundes‘. Dieser wird auch sächsischer Genitiv genannt, da er auf das Germanische beziehungsweise Altenglische zurückgeht. Die heutige Schreibung des englischen Genitivs unter Zuhilfenahme eines Apostrophs, etwa father’s house „Vaters Haus“, ist eine Umdeutung des mittels des Morphems s gebildeten Genitivs als Kontraktion des „his-Genitivs“ (father his house „Vater sein Haus“).
Anders als im Deutschen kommt im Englischen auch ein Genitiv der Zeit vor: today’s newspaper ‚die Zeitung von heute‘, next saturday’s party ‚das Fest am nächsten Samstag‘, a three-week’s journey ‚eine dreiwöchige Reise‘.

### Niederländisch
Im Niederländischen wird statt des Genitivs eine Präposition verwendet, etwa de poot van de hond ‚die Pfote des Hundes‘, wörtlich ‚von dem Hund‘. Fast nur bei Personen hat sich ein morphologischer Genitiv-s erhalten: Peters kat ‚Peters Katze‘, wobei stattdessen aber auch ähnliche Konstruktionen wie im Deutschen möglich sind: de kat van Peter ‚die Katze von Peter‘ (mit Präposition) und Peter zijn kat oder Peter z’n kat ‚Peter seine Katze‘ (Possessivkonstruktion).
Weitere morphologische Genitive finden sich hauptsächlich in festen Fügungen.
- Maskulin Singular sind etwa vader des vaderlands ‚Vater des Vaterlands‘, gemeint Wilhelm von Oranien, Leger des Heils ‚Heilsarmee‘, heer/vrouw/zoon/dochter des huizes ‚Herr/Frau/Sohn/Tochter des Hauses‘, procureur des konings ‚Staatsanwalt (in Belgien)‘, Degen des Konings ‚eine Auszeichnung für junge Militärpersonen (in Belgien)‘, de tand des tijds ‚der Zahn der Zeit‘, adverbiell auch ’s morgens ‚am Morgen, morgens‘, ’s avonds ‚am Abend, abends‘.
- Feminin Singular sind etwa in naam der wet ‚im Namen des Gesetzes‘, Woordenboek der Nederlandsche Taal ‚Wörterbuch der niederländischen Sprache (Buchtitel)‘, Het Rijk der Vrouw ‚Das Reich der Frau (Titel einer Zeitschrift)‘, Oorzaak onzer Blijdschap ‚Ursache unserer Freude‘, Name einer Marienfigur in Tongern (Limburg).
- Im Plural kommt der Genitiv beispielsweise in den amtlichen Bezeichnungen Koninkrijk der Nederlanden ‚Königreich der Niederlande‘, Hoge Raad der Nederlanden ‚Höchstes Gericht‘, Koning der Belgen ‚König der Belgier‘, Tweede kamer der Staten-Generaal ‚Zweite Kammer des (niederländischen) Parlaments‘ und in Namen wie Verdrag der XXIV Artikelen ‚Vertrag der 24 Artikel‘ vor, sodann in der Nationalhymne: O heilig land der vaad’ren! ‚o heiliges Land der Väter‘ und in Wendungen wie in de loop der eeuwen ‚im Laufe der Jahrhunderte‘, het beste boek aller tijden ‚das beste Buch aller Zeiten‘ oder de moeder aller oorlogen ‚die Mutter aller Kriege‘; manchmal tritt er auch frei auf: aankomst en vertrek der treinen ‚Ankunft und Abfahrt der Züge‘.
- Die gehobene Schriftsprache kennt überdies die genitivischen Relativpronomen diens ‚dessen‘ und wiens ‚wessen‘.

### Afrikaans
Das Afrikaans, eine Tochtersprache des Niederländischen, verhält sich ähnlich wie dieses: Der herkunftsanzeigende Genitiv wird durch Umschreibung mit van ersetzt (die boeke van Gordimer ‚Gordimers Bücher‘ im Sinne von ‚die Bücher, die von Gordimer geschrieben wurden‘), der besitzanzeigende Genitiv durch Nachstellung eines aus sy ‚sein‘ entwickelten se (die man se hond ‚der Hund des Mannes‘; die man wat ek gister gesien het se hond ‚der Hund des Mannes, den ich gestern sah‘).

### Skandinavisch/Nordgermanisch
Im Dänischen, Schwedischen und in der norwegischen Varietät Bokmål findet der Genitiv auf standardsprachlicher Ebene konsequente Verwendung und wird durch Anhängen eines -s ausgedrückt: dänisch, schwedisch und norwegisch min fars bil (wörtlich 'meines Vaters Auto'). Wie im Englischen steht der Genitiv vor dem Nominativ, eine Konstruktion, die im Deutschen archaisch ist: meines Vaters Auto. Im Isländischen tendiert der Genitiv zur Nachstellung: isländisch bíll föður míns, wobei es hier bei manchen Wörtern zu einem Umlaut beim Genitiv kommt: isländisch faðir ‚Vater‘ (Nom.), aber föður ‚(des) Vaters‘ (Gen.).
Im Dänischen, Schwedischen und Norwegischen sind auf dialektaler und umgangssprachlicher, aber auch auf schriftsprachlicher Ebene jedoch ebenfalls Umschreibungen geläufig. So ist beispielsweise für deutsch „das Dach des Hauses“ präpositionales taket på huset (wörtlich ‚das Dach auf dem Haus‘) durchaus üblich. Auch die Possessivkonstruktion, etwa far sin hat „Vaters Hut“ beziehungsweise „Vater sein Hut“, ist im Norwegischen frequent; sie ist aus dem Niederdeutschen gekommen und wird in Norwegen deshalb als garpegenitiv „Genitiv nach Art der in Bergen niedergelassenen Hanseaten“ bezeichnet.

### Romanische Sprachen
Im klassischen Latein gab es neben dem Genitiv fünf weitere Fälle. In der Entwicklung zu den romanischen Sprachen wurde dieses Kasussystem weitgehend reduziert, sodass in den mittelalterlichen Sprachen nur noch eine Zweikasusflexion übrig blieb, deren Existenz in keinem der Frühstadien der Sprachen ausgeschlossen werden kann, auch wenn sie nur im Altfranzösischen, Altprovenzalischen, Altvenezianischen und Alträtoromanischen nachgewiesen ist. Der Genitiv wird im Altfranzösischen neben bleibenden Flexionsendungen durch die Wortstellung ausgedrückt, etwa altfranzösisch le fils le roi ‚der Sohn des Königs‘. Derartige Wendungen sind etwa auch im Altspanischen oder Altitalienischen überliefert, wenn sich Nominativ und Genitiv auf Personen oder personifizierte Dinge beziehen, etwa altitalienisch il porco Sant’Antonio in Dantes Divina Commedia, das mit ‚das Schwein des Heiligen Antonius‘ zu übersetzen ist. Im Neuitalienischen würde il porco jedoch als Attribut verstanden werden, also ‚das Schwein Heiliger Antonius‘, da die ohnehin im Altitalienischen schon literarisch und archaisch geltende genitivische Konstruktion nicht mehr erkannt wird.
In den modernen romanischen Sprachen gibt es (mit Ausnahme des Rumänischen, siehe unten, und abgesehen von den Pronomina) keine Nominalflexion mehr. Genitivische Konstruktionen werden mit Hilfe einer Präposition ausgedrückt, meist 'X + Präposition ‚von‘ (+ Artikel) + Y': französisch la maison du père, italienisch und spanisch la casa del padre, portugiesisch a casa do pai, friaulisch la cjase del pari, katalanisch la casa del pare etc. ‚das Haus des Vaters‘ (wörtlich ‚das Haus vom Vater‘). Die Präposition, die hier verwendet wird, ist die Entsprechung von deutsch ‚von‘, nämlich de bzw. di. Im umgangssprachlichen Französisch hat sich auch eine alte Form des possessiven Dativs mit der Präposition à (von lateinisch ad) erhalten, etwa le père à Jean ‚der Vater von Jean‘ (im Sinne von ‚der zu Jean gehörige Vater‘).
Einen Sonderstatus innerhalb der romanischen Sprachen nimmt das Rumänische ein, das als einzige Tochtersprache des Lateinischen über eine Deklination verfügt, wobei zum einen Nominativ und Akkusativ zusammenfallen und zum anderen Genitiv und Dativ (außerdem gibt es einen nicht syntaxrelevanten Vokativ): rumänisch casă ‚Haus‘ (Nom./Akk.) vs. case ‚(des) Hauses‘ und ‚(dem) Haus(e)‘ (Gen./Dat.). Das oben gebrachte Beispiel ‚das Haus des Vaters‘ lautet auf Rumänisch casa tatălui (wobei -a (Nom.) und -lui (Gen.) nachgestellte Artikel sind). Im umgangssprachlichen Rumänisch ist auch die in den anderen romanischen Sprachen grammatikalisierte Umschreibung mit der komplexen Präposition de la statt des Genitivs geläufig, also etwa intrarea de la hotel ‚der Eingang vom Hotel‘ statt intrarea hotelului ‚der Eingang des Hotels‘. Eine Feinheit hierzu ist, dass eine Konstruktion mit der Präposition de in die Wortbildung fällt, während de la genitivisch zu interpretieren ist: intrarea de hotel ‚Hoteleingang‘ vs. intrarea de la hotel / intrarea hotelului ‚Eingang des Hotels‘.
Einige moderne romanische Sprachen erhalten eine Art Genitiv bei Relativpronomen, etwa das Französische mit dont (von lateinisch de unde ‚woher‘) sowie das Spanische mit cuyo(s), cuya(s) und das Portugiesische mit cujo(s), cuja(s) (von lateinisch cuius ‚wessen‘): französisch l’homme dont je sais le nom, spanisch el hombre cuyo nombre sé, portugiesisch o homem cujo nome sei ‚der Mann, dessen Namen ich weiß‘.

### Litauisch
Im Litauischen wird der Genitiv unter anderem dazu benutzt, im Passiv das Agens einzuführen:
```
Sveči-ai     yra      tėv-o     kvieči-am-i

Gäste-nom.pl AUX.präs Vater-gen eingeladen-nom.pl.masc
„Von Vater werden Gäste eingeladen.“
```

### Slawische Sprachen
Die slawischen Sprachen sind stark flektierende Sprachen mit sechs bis acht Fällen (sehr stark reduziert nur im Bulgarischen und Mazedonischen). Der Genitiv wird hier konsequent zum Anzeigen des Besitzes verwendet, wobei sich die Deklination auch auf Eigennamen ausbreitet, etwa tschechisch film Alfreda Hitchcocka 'ein Film von Alfred Hitchcock / ein Film Alfred Hitchcocks'. In der Satzsyntax steht der Nominativ in der Regel vor dem Genitiv. Ein Ausdruck wie deutsch das Buch des Vaters würde etwa in verschiedenen slawischen Sprachen so wiedergegeben werden: polnisch książka ojca, slowenisch knjiga očeta, belarussisch кніга бацькі (kniga baćki), russisch книга отца (kniga ottsa). Manchmal können stattdessen aber auch Relationsadjektive verwendet werden wie in tschechisch und slowakisch otcova kniha, slowenisch očetova knjiga, kroatisch očeva knjiga (wörtlich: 'das väterliche Buch').
In der russischen Sprache erfordern die Zahlwörter два, три und четыре („zwei“, „drei“ und „vier“) den Genitiv Singular, der in diesem Kontext ursprünglich ein Dual war. Мне два года. – Ich bin zwei Jahre alt. Zahlen von fünf bis zwanzig fordern den Genitiv Plural, einundzwanzig den Nominativ, weil die Zahl auf eins endet, zweiundzwanzig bis vierundzwanzig wieder den Genitiv Singular (Мне двадцать два года. – Ich bin zweiundzwanzig Jahre alt.) Es folgt wieder Genitiv Plural bis 30, es wiederholt sich alles bei jeder weiteren Dekade bis hundert. Ab hundertundeins findet dann die nominative Deklinationsform Verwendung.
Im Russischen und mehreren anderen slawischen Sprachen, z. B. im Slowenischen, wird die genitivische Deklinationsform statt des Akkusativs (aber nicht anderer Fälle) in negierten Sätzen benutzt.
Im Bulgarischen und Mazedonischen werden Konstruktionen mit Präpositionen verwendet: bulgarisch книгата на бащата (knigata na bashtata, wörtlich 'Buch-das von Vater-der' (mit nachgestelltem Artikel)), mazedonisch книгата на таткото (knigata na tatkoto).

### Hebräisch
Im Hebräischen wird der Genitiv durch Verwendung einer Kombination aus Status constructus und Status absolutus gebildet. Hierbei wird jedoch nicht das nomen rectum, sondern das nomen regens verändert. Genau genommen bleibt in der Kette von Substantiven allein das letzte (ganz linke) als Nomen rectum im Status absolutus, während alle vorhergehenden, die damit näher bestimmt werden, in den Status constructus überführt und somit verändert werden. Siehe hierzu Ivrit#Status constructus.

## Funktionen des Genitivs
Der Genitiv bezeichnet vom Begriff her den Ursprung, die Quelle, oder Herkunft des damit näher bezeichneten Gegenstandes. Im Einzelnen können dabei jedoch sehr unterschiedliche Funktionen auftreten, die in unterschiedlichen Sprachtraditionen teilweise unbekannt sind. Dadurch kann es bei Übersetzungen leicht zu ausgeprägten Bedeutungsverschiebungen kommen. Aus diesem Grund finden sich Auflistungen dieser Funktionen auch in Fachbüchern zum Fremdsprachenerwerb. Auf der Grundlage der lateinischen Grammatiktradition werden in Gruppen folgende Funktionen des Genitivs unterschieden:

### Genitivus verus rationis
In seiner Hauptfunktion drückt der Genitiv Beziehungen aus, die sich weiter unterteilen lassen:

#### Genitivus pertinentiae
(zu pertinere, deutsch: betreffen, sich erstrecken, anbelangen, angehen, beeinflussen, sich beziehen, sich beziehen auf) Zu dieser Gruppe gehören folgende Genitiv-Funktionen:

##### Genitivus appositivus
„Zusatz-Genitiv“ Als Beispiel ist hier basierend auf dem Koine-Griechischen der Begriff der „Wahrheit Gottes“ zu nennen. Dabei geht es in Röm. 1,25  gerade auch im Zusammenhang weder um die Wahrheit, die von Gott (gemeint ist der der Christen) ausgeht (auctoris), noch um jene, die über Gott verbreitet wird (materiae), noch um eine, die seinem Wesen eigentümlich ist (würde eher als G. possesoris bezeichnet), sondern um eine Wahrheit, die Gott ist. (Vgl. Joh. 14,6 )

##### Genitivus auctoris
„Genitiv des Urhebers“ Dieser Genitiv beschreibt, den Autor, Erfinder, Hersteller, Urheber, bzw. Ursprung einer Sache. Beispiel: „Beethovens 1. Symphonie“
Frage: „Wessen Geräusche sind zu hören?“

Antwort: „Die Geräusche des Autos sind zu hören.“
Frage: „Wessen Duft kannst du riechen?“

Antwort: „Ich kann den Duft der Blumen riechen.“

##### Genitivus explicativus
„erläuternder Genitiv“, auch Genitivus definitivus „Definitionsgenitiv“, Genitivus epexegeticus „erklärender Genitiv“ (von gr. ἐπεξηγέομαι „erklären“). Dieser Genitiv liefert eine nähere Erklärung bzw. Definition seines Beziehungsworts. Dabei wird keine Eigenschaft zugeschrieben, sondern eine Identität hergestellt:
„Strahl der Hoffnung“ (die Hoffnung ist der leuchtende Strahl),
„die Strafe der Verbannung“ (die Strafe besteht in der Verbannung),
„die Gabe der Zufriedenheit“ (die Zufriedenheit ist die Gabe),
„der Wahnsinn des Kriegs“ (der Krieg ist der gemeinte Wahnsinn).

Frage: „Welche Strafe?“
Antwort: „Die Strafe der Verbannung.“

##### Genitivus materiae
„Genitiv des Gegenstands“ Dieser Genitiv beschreibt den Gegenstand einer Betrachtung, Beschreibung, Unterhaltung etc., also das sprachliche, oder gedankliche Gegenstück zu einer realen Sache. Beispiel: „Lexikon der Bilder“

##### Genitivus obiectivus
Das Genitiv-Attribut ist Ziel einer Handlung: „Beachtung des Gesetzes“, „die Bestrafung des Verräters“ (Siehe Hauptartikel Genetivus obiectivus).

##### Genitivus possessivus, auch Genitivus possessoris
Hierbei handelt es sich um Wortgruppen, die ein Eigentums- oder Besitzverhältnis ausdrücken (possessives Objekt). In der Wortgruppe das Haus des Nachbarn ist des Nachbarn ein solcher Genitiv. Mit der Frage „Wessen Haus ist das?“ kann das Genitivattribut bestimmt werden. In der Universalienforschung wird Genitivus possessivus auch als Possessivmarkierung bezeichnet.
Frage: Wessen Mobiltelefon klingelt?

Antwort: „Marias Mobiltelefon klingelt.“

##### Genitivus pretii
Mit dem Koine-griechischen Genitiv-Demonstrativpronomen τοσούτου wird ein Verkaufspreis angegeben. Es gehört zu einem Verb, bei dem ein Wert interessant ist. Beispiel: εἰ τοσούτου τὸ χωρίον ἀπέδοσθε;, deutsch: ‚habt ihr das Gut um so viel verkauft?‘ (Apg 5,8 ). Andere Übersetzungen sind: ‚für so viel‘, ‚zu diesem Preis‘ etc.

##### Genitivus qualitatis
Der Genitiv der Beschaffenheit bzw. der Eigenschaft bezeichnet eine Eigenschaft: „Ticket zweiter Klasse“, „eine Freude kurzer Dauer“.

##### Genitivus subiectivus
Das Genitiv-Attribut ist Quelle einer Handlung: „der Rat des Freundes“, „die Reaktion des Körpers“.

#### Genitivus partitivus
Dieser Genitiv drückt eine Beziehung des Anteils aus: „die Hälfte des Kuchens“, „zwei der Töchter“, „der älteste Sohn der Familie“, „die andere Seite der Medaille“, „der Süden des Landes“. Ein zutreffenderer, aber weniger verbreiteter Name ist genitivus totius, da der Genitiv das Ganze bezeichnet, von dem ein Teil weggenommen wird.
Frage: „Wessen Blätter liegen auf dem Boden?“

Antwort: „Die Blätter des Baumes liegen auf dem Boden.“
Frage: „Wessen Dach brennt?“

Antwort: „Des kleinen, roten Hauses Dach brennt.“ (veraltet)
Auch dieser Genitiv lässt sich oft genauer spezifizieren, als:

##### Genitivus quantitatis
Dieser Genitiv beschreibt die Sache, deren Menge angegeben wird. Beispiel: eine Flasche (besten) Weines oder modius salis ‚ein Scheffel Salz‘.

#### Genitivus post verba
Dieser Genitiv unterscheidet sich vom G. obiectivus dadurch, dass das Verb der Handlung nicht substantiviert ist. Beispiel: Ich erfreue mich der Blumen. Auch handelt es sich bisweilen gleichzeitig um einen G. temporis, Beispiel: wir ruhen des Nachts.

##### Genitivus criminis
Der Begriff ist der Verwendung in Rechtsangelegenheiten entlehnt und beschreibt diesen Genitiv über sein Sprachfeld. Beispiel: Der Kläger bezichtigt den Beklagten einer Tat.

#### Genitivus temporis
Genitiv der Zeit: Mit diesem Genitiv wird ein Zeitrahmen beschrieben, unabhängig davon, ob es sich dabei möglicherweise auch um einen G. post verba handelt.

### Genitivus initii / comparationis
Dies ist der Genitiv der Rangfolge und anderer Vergleiche Funktionen hiervon sind:

#### Genitivus comparationis
Wörtlich „Vergleichsgenitiv“. Dieser Genitiv gibt wieder, mit wem man jemanden verglichen hat. Ein Beispiel im Koine-Griechischen ist Ὁ ὀπίσω μου ἐρχόμενος ἔμπροσθέν μου γέγονεν, […], deutsch: ‚Der nach mir kommt, ist vor mir gewesen, […]‘ (Joh 1,15 ). Die Frage lautet hier sinngemäß: „Wessen Nachfolger ist wessen Vorgänger?“, und das Personalpronomen μου im Genitiv antwortet mit „von mir“ bzw. „im Vergleich zu mir“.

#### Genitivus separationis
Wörtlich „Hinwegnahme-Genitiv“. Dieser Genitiv gibt wieder, wovon etwas entfernt wird.
Ein Beispiel im Koine-Griechischen ist […], ἐγὼ δὲ ὑμῶν φείδομαι (deutsch: ‚[…], was ich euch ersparen will‘).

#### Genitivus superlativus, auch Genitivus hebraicus oder Paronomastischer Intensitätsgenitiv
Der paronomastische Intensitätsgenitiv steigert die Bedeutung des Objekts und drückt seinen höchsten Grad aus: „das Spiel der Spiele.“